# Marcos Criado
Pour les articles homonymes, voir Criado.
Marc Criado ou Marcos Criado (1522-1569) est un religieux trinitaire espagnol, martyrisé par des Morisques dans le cadre de la révolte des Alpujarras. Il a été béatifié le 24 juillet 1899 par le pape Léon XIII. Sa fête est fixée au 25 septembre de chaque année.

## Biographie

### Formation
Marcos Criado Guelamo est né le 25 avril 1522 à Andújar (Royaume de Jaén). Il est le cinquième et dernier enfant de Juan Criado Notario et María Guelamo Pasillas. Il perd sa mère à l'âge de neuf ans. Trois ans plus tard, tandis que son père entre chez les franciscains de la Arruzafa à Cordoue, Marcos se fait admettre au couvent des trinitaires d'Andújar, voisin de la maison familiale. Sous la férule du maître des novices Fernando Ramírez, il accomplit son noviciat en 1536 et fait profession en 1537,.
Toujours à Andújar, il étudie la philosophie, puis la théologie, avant d'être ordonné prêtre et nommé prédicateur du couvent. Il exercera ensuite la même fonction à Jaén et à Úbeda, avec le plus grand succès. Dans l'esprit de la Contre-Réforme, il base son apostolat sur le binôme chaire de vérité - confessionnal, selon un schéma que l'on retrouve dans l'hagiographie d'autres trinitaires de l'époque, comme Jean-Baptiste de la Conception. Au début des années 1560, il semble donc tout indiqué pour répondre à la demande des évêques de Cadix et d'Almeria, qui désirent envoyer des missionnaires dans la région, très superficiellement christianisée, des Alpujarras.

### Mission

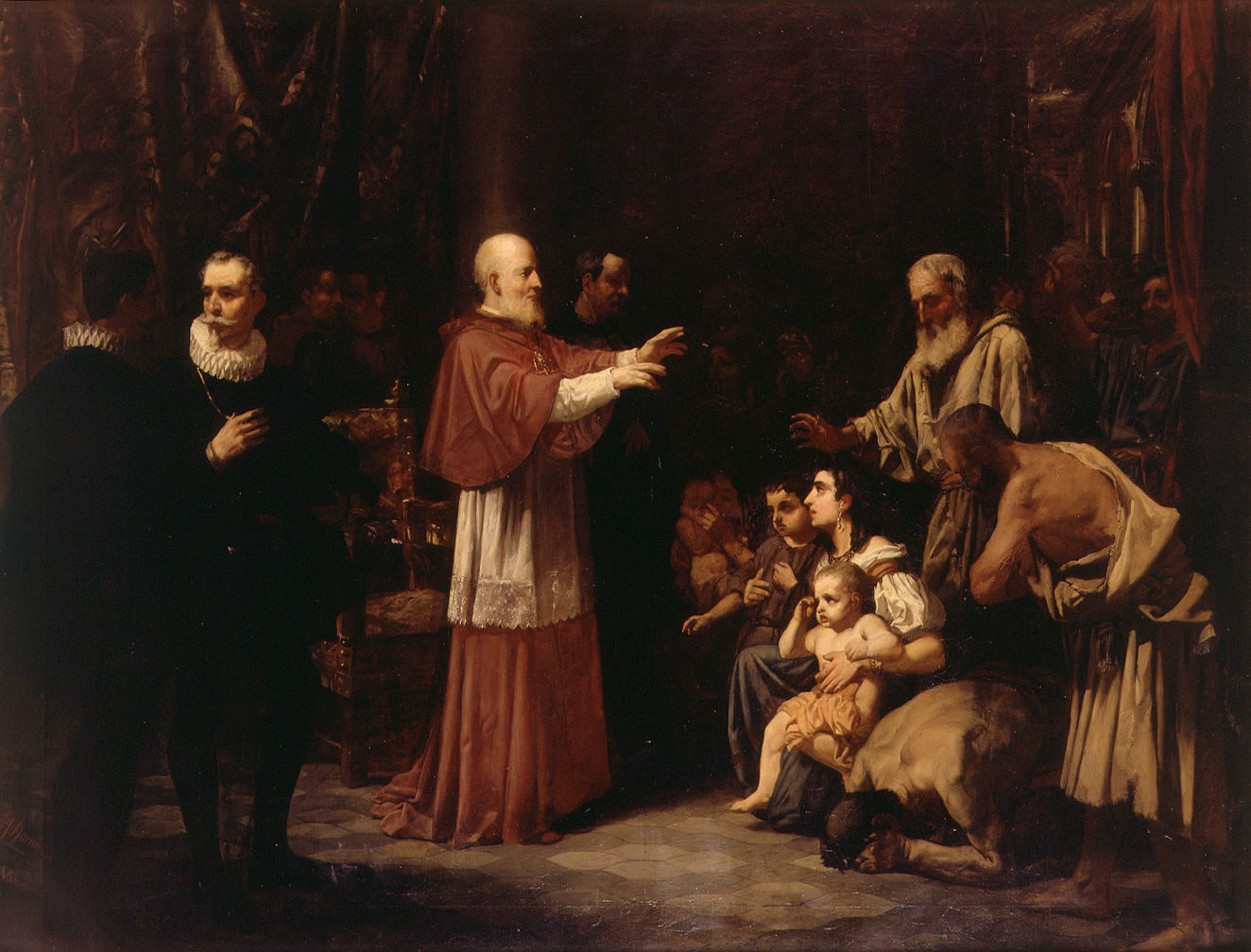
L'Église face aux Morisques : ici, Juan de Ribera (par Francisco Domingo Marques).

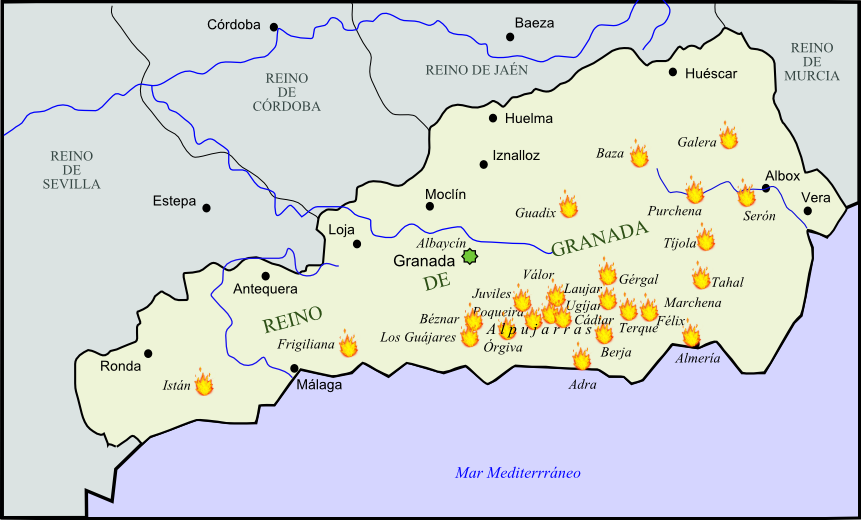
Carte de la révolte des Alpujarras.

En 1492, le royaume de Grenade avait été le dernier à tomber sous la coupe des rois catholiques. Liberté avait alors été laissée aux musulmans de pratiquer leur religion, mais très rapidement les vainqueurs ont cherché à imposer le christianisme et à éradiquer la culture de ceux que l'on a appelés les Morisques. Cependant, lorsqu'en 1554, don Martín de Ayala dresse le bilan des diocèses de Cadix et de Baza, il évoque une population restée majoritairement fidèle à l'islam, dans laquelle ceux qui ont été baptisés ont recours à des subterfuges pour éviter une pratique authentique de la foi chrétienne[réf. nécessaire]. Autrement dit, la région restait à évangéliser, mais l'on ne pouvait compter, à cet effet, sur un clergé diocésain qui avait fourni la preuve de son incompétence; d'où la nécessité de faire appel à des religieux, mieux formés intellectuellement et par là plus à même d'entrer dans les controverses doctrinales, par exemple à propos de la Trinité.
L'engagement volontaire de Marcos Criado se situe donc dans ce contexte difficile. L'évêque de Cadix, Melchor Álvarez de Vozmediano l'envoie à La Peza, village isolé, dans un territoire escarpé, où vivent quelque deux cents familles musulmanes, contre cinquante chrétiennes,. Bientôt, cependant, il ne se contente plus de ce lieu de résidence, mais rayonne à travers la région, prêchant à toute occasion, sur les places, dans les rues, les églises et les maisons. Il s'adresse aux morisques aussi bien qu'aux chrétiens, et prend particulièrement soin des nouveaux-convertis, qu'il s'agit d'affermir dans la foi. Cette existence itinérante l'expose à l'hostilité de la population musulmane : insultes, crachats, jets de pierre et horions font partie de son lot quasi quotidien, et ce plusieurs années durant,,.

### Martyre

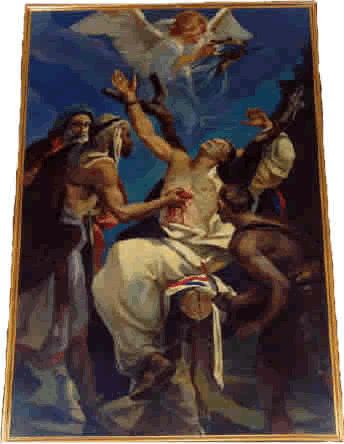
Acte final du martyre du bienheureux Marcos

En 1567, le roi Philippe II prend une série de mesures censées accélérer l'assimilation des morisques, sous la forme de prohibitions touchant les bains, la langue et le vêtement arabes. Cette décision royale vient encore exacerber les tensions, et à la Noël 1568 éclate un soulèvement, connu sous le nom de révolte des Alpujarras, à la tête duquel se trouve Abén Humeya. Le 23 juin 1569, celui-ci opère une descente à La Peza, accompagné de cinq mille guerriers. Appelant à la rébellion, il enrôle des hommes, les uns volontairement, les autres par force, et capture les fils du commandant de la forteresse, Cristóbal de Arce, crucifiant l'aîné sur place, tandis qu'il emmène les autres en otage, après avoir mis le feu à l'église.
Passé cet épisode, Marcos Criado reprend son apostolat, jusqu'à ce jour de la fin septembre où des morisques s'emparent de lui, le traînent jusqu'à la place publique et le livrent au lynchage des femmes et des enfants. Parvenu à s'échapper, il est rattrapé à quelque distance du village, dans un endroit appelé Fuente de Belchite. Là, ses tortionnaires le suspendent à un chêne vert en entourant de cordes sa taille et ses bras, et, après l'avoir lapidé, ils l'abandonnent, laissant à l'hémorragie, à la soif ou à la faim, le soin de provoquer sa mort. Revenus sur les lieux trois jours plus tard, quel n'est pas leur étonnement de le découvrir en train de chanter des psaumes, de prêcher et de les saluer avec paix et affection. Alors, l'un d'eux lui ouvre la poitrine d'un coup de poignard, et en extrait le cœur. Ainsi mourut Fray Marcos Criado, probablement le 24 septembre 1569,,,. Quant à la révolte, elle fut matée en 1571 par Juan d'Autriche, avant que l'expulsion des Morisques ne soit décrétée en 1609.

## Postérité

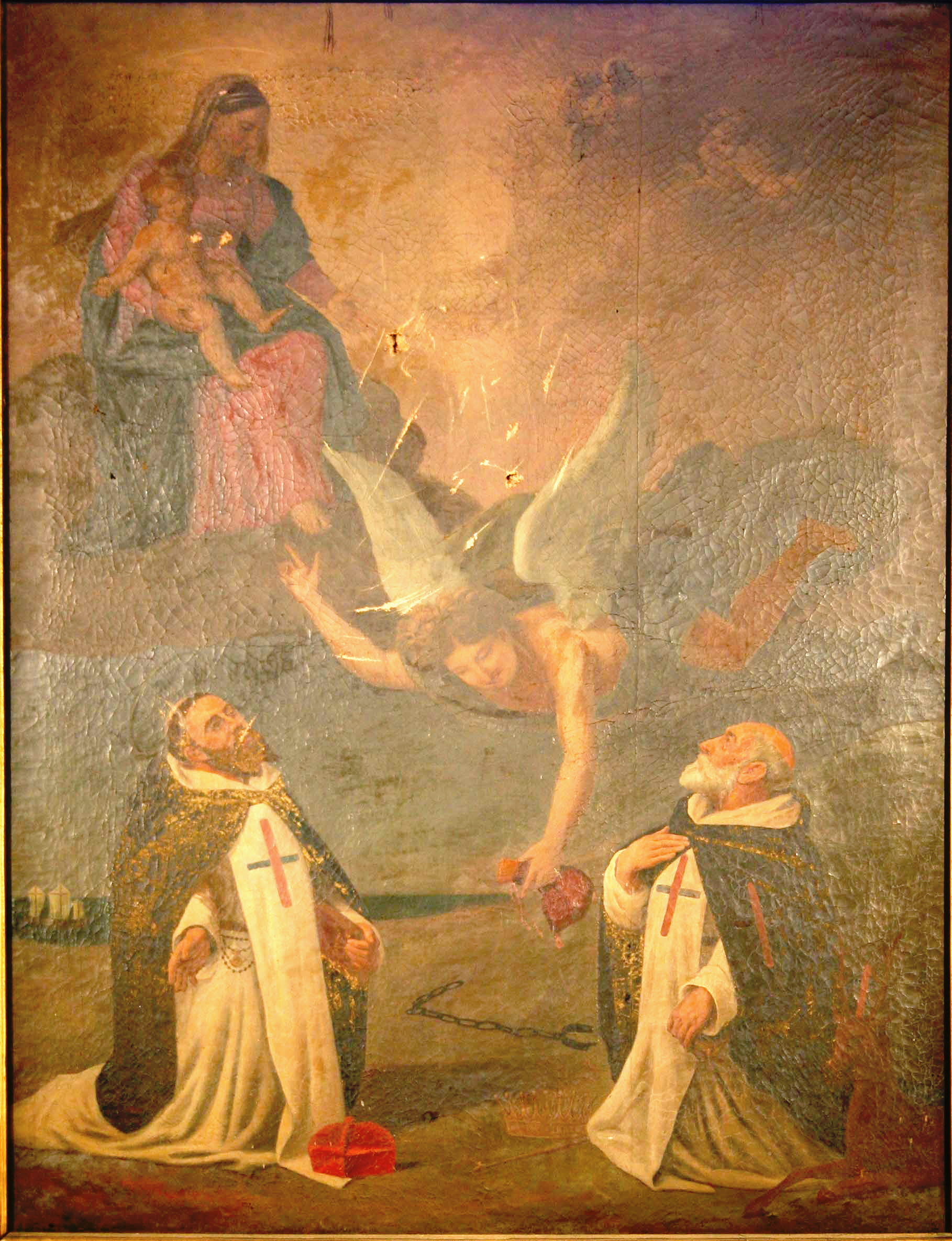
Les saints fondateurs Jean de Matha et Félix de Valois avec Notre-Dame du Bon Remède, Théo Mayan, église de La Trinité-La Palud, Marseille.

Comme en témoigne un tableau de la fin du XVIe siècle, conservé au presbytère de La Peza, le culte à Santo Marcos a dû commencer très tôt dans la région de Grenade. Cette vénération paraît liée à une circonstance surnaturelle qui a accompagné le martyre du trinitaire. En effet, les chroniques de l'époque rapportent qu'une fois arraché de la poitrine, le cœur de la victime aurait brillé, aux yeux de tous, d'un lumineux éclat, et que l'on y aurait lu, gravé, le monogramme du Christ (IHS); un morisque l'aurait même conservé et utilisé pour guérir des malades miraculeusement.
Mentionné dès le début du XVIIe siècle, entre autres par Diego de Ávila, professeur d'exégèse à l'université de Baeza, dans son Compendio histórico de nuestro mártir, ce phénomène se retrouve dans l'ouvrage Vida, martirio y culto del Ilustre mártir fray Marcos Criado, édité à Madrid, en 1738, par Ventura del Prado. Quelque temps plus tard, le pape Clément XII ouvre, le 26 mars 1766, le procès en béatification. En 1868, se basant sur les témoignages écrits et sur la vénération entourant, en Espagne, au Portugal et en Italie, d'antiques images représentant Marcos Criado, le trinitaire Antonino de la Asunción a fait valoir les preuves du culte public de celui-ci à la Congrégation des rites, dont Léon XIII a ratifié la sentence, en procédant à la béatification, le 24 juillet 1899,. Sa mémoire est célébrée le 25 septembre.

## Spiritualité

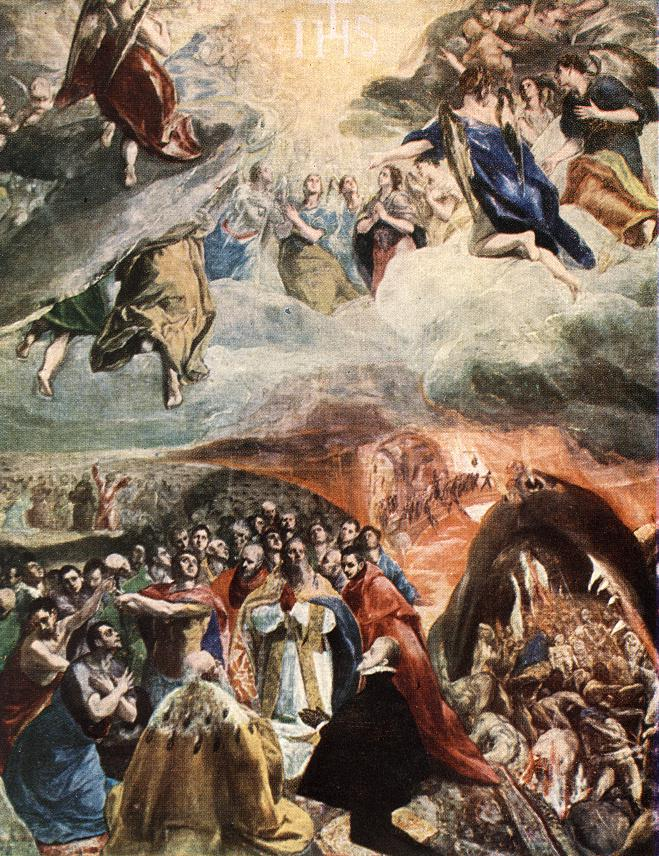
Adoration du Nom de Jésus (par le Greco).

L'allégorie du cœur gravé au Nom de Jésus, renvoie à une mystique des stigmates repérables dans l'iconographie d'Henri Suso, mais aussi à une tradition d'exaltation de la dénomination humano-divine, initiée par Bernardin de Sienne au XIVe siècle, et qui se poursuit au XVIe siècle, dans les symboles utilisés par Ignace de Loyola ou le Greco. Encore convient-il d'observer comment, selon les hagiographes, cette incorporation au Christ jusqu'au don de la vie, emprunte l'itinéraire d'une recherche constante de l'humilité. Enfant choyé, Marcos Criado passe par l'épreuve du deuil, avant de considérer, dit-il, son patronyme comme une vocation à se faire le serviteur (c'est la signification de criado) de tous : la perte de sa mère l'a conduit, en effet, à se remettre entre les mains de sainte Marie, dans un esprit d'abaissement et de dévouement. C'est ainsi qu'il s'arrange pour rater des examens, en élève doué qui craint de succomber aux tentations de l'orgueil, mais aussi qu'il change de couvent pour fuir une popularité qui partout le précède, au confessionnal comme en chaire.
Fils de la Contre-Réforme, Marcos développe une spiritualité de l'engagement, par le biais de laquelle il envisage les persécutions comme la possibilité d'incarner l'humilité à travers les humiliations. En réalité, le choix de cette valeur spirituelle n'est pas anodin car elle caractérise précisément l'idéal de vie des trinitaires. Dans la même perspective de réalisation du charisme, à son entrée au couvent, Marcos divise l'héritage paternel en trois parts égales, destinées respectivement au couvent, aux pauvres et au rachat des captifs. Il observe de la sorte le deuxième précepte de la Règle, lequel ne sera pourtant rétabli dans toute sa vigueur qu'à la réforme de l'ordre en 1599. Enfin, sa spiritualité mariale aux résonances éthiques, annonce la figure et les réalisations d'un autre trinitaire espagnol, Simón de Rojas, propagateur de la dévotion au Nom de Marie.